# Atopsyche maitacapac
Atopsyche maitacapac is een schietmot uit de familie Hydrobiosidae. De soort komt voor in het Neotropisch gebied.